# Хорна Сеч
Хорна Сеч (слч. Horná Seč) насељено је мјесто са административним статусом сеоске општине (слч. obec) у округу Љевице, у Њитранском крају, Словачка Република.

## Становништво
| Година:    | 1994. | 2004.   | 2014.   | 2024.   |
| ---------- | ----- | ------- | ------- | ------- |
| Број људи: | 477   | 494     | 537     | 585     |
| Разлика:   |       | +3,56 % | +8,70 % | +8,93 % |

| Година:    | 2023. | 2024.   |
| ---------- | ----- | ------- |
| Број људи: | 583   | 585     |
| Разлика:   |       | +0,34 % |

Према подацима о броју становника из 2011. године насеље је имало 522 становника.